# Ghetto di Šiauliai
Il ghetto di Šiauliai fu un ghetto ebraico istituito nel luglio 1941 nella città di Šiauliai, nella Lituania occupata dai nazisti durante l'Olocausto.
Il ghetto racchiuse due zone della città: una nel sobborgo di Kaukazas e una lungo via Trakai; entrambe le zone furono liquidate nel luglio 1944 con gli abitanti uccisi o trasferiti nei campi di concentramento nazisti. Nel 1939, un quarto della popolazione di Šiauliai fu rappresentata da ebrei con circa 8.000 persone, entro la fine della guerra rimasero circa 500 ebrei.

## Prima della guerra
Prima della guerra, Šiauliai era la seconda città più popolosa della Lituania. La comunità ebraica presente nel 1939 contava 8.000 persone, la seconda più numerosa del paese. Gli ebrei lavoravano principalmente nella produzione dei prodotti in pelle e in una fabbrica di scarpe, oltre che nelle industrie siderurgiche e chimiche o come impiegati, operai e artigiani.
La comunità ebraica sostenne anche numerose istituzioni e organizzazioni culturali e sociali: tra queste una scuola secondaria religiosa, una scuola secondaria ebraica, una scuola elementare e una scuola materna, oltre a diverse altre scuole yiddish. Esistevano anche 15 sinagoghe, una yeshivah e due biblioteche.

## Omicidi di massa
Dopo l'invasione tedesca dell'Unione Sovietica e prima dell'arrivo dei tedeschi in Lituania, diverse centinaia di ebrei della città fuggirono in Russia. I soldati tedeschi entrarono a Šiauliai il 26 giugno 1941: degli ebrei rimasti, diverse migliaia furono massacrate dai tedeschi e dai loro collaboratori lituani, sia prima che il ghetto fosse istituito che successivamente.
Durante le prime settimane di occupazione, circa 8.000 persone furono fucilate nella vicina foresta di Lieponiai, presso Kužiai, dopo essere state costrette a scavarsi la fossa. Nel luglio 1941, i tedeschi spostarono 732 persone tra ebrei e comunisti dal carcere di Šiauliai nelle vicinanze del villaggio di Pročiūnai, a circa 7 km a sud-est di Šiauliai, dove li assassinarono. Dal 7 al 15 settembre 1941, circa 1.000 persone tra uomini, donne e bambini ebrei di Šiauliai furono uccisi nella foresta di Gubernija, a circa 6 km a nord-ovest della città.

## Istituzione

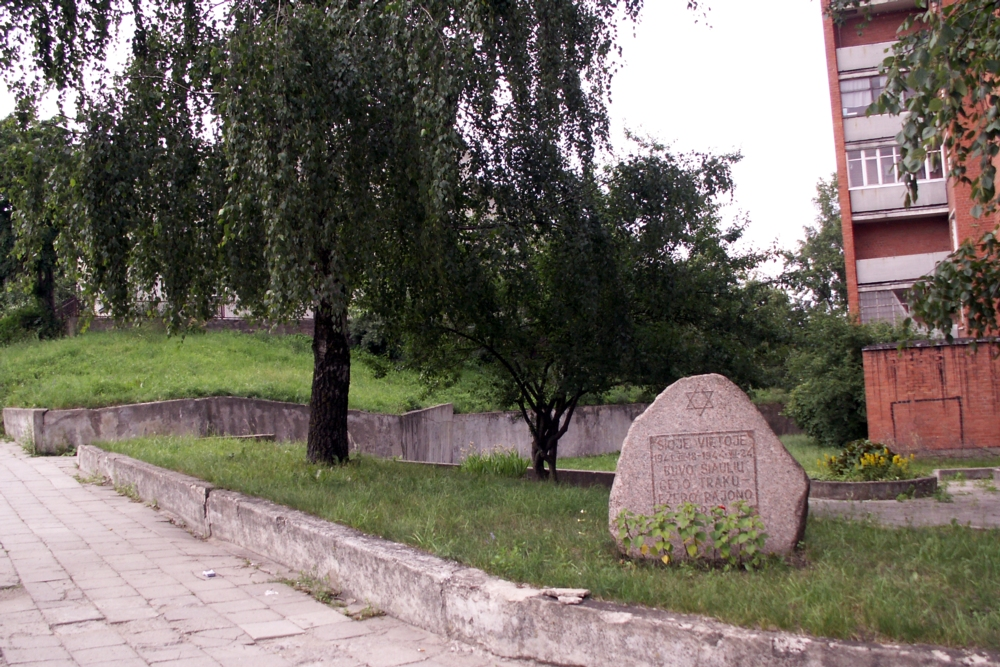
Cippo che indica l'ubicazione del ghetto di Šiauliai in via Trakai.

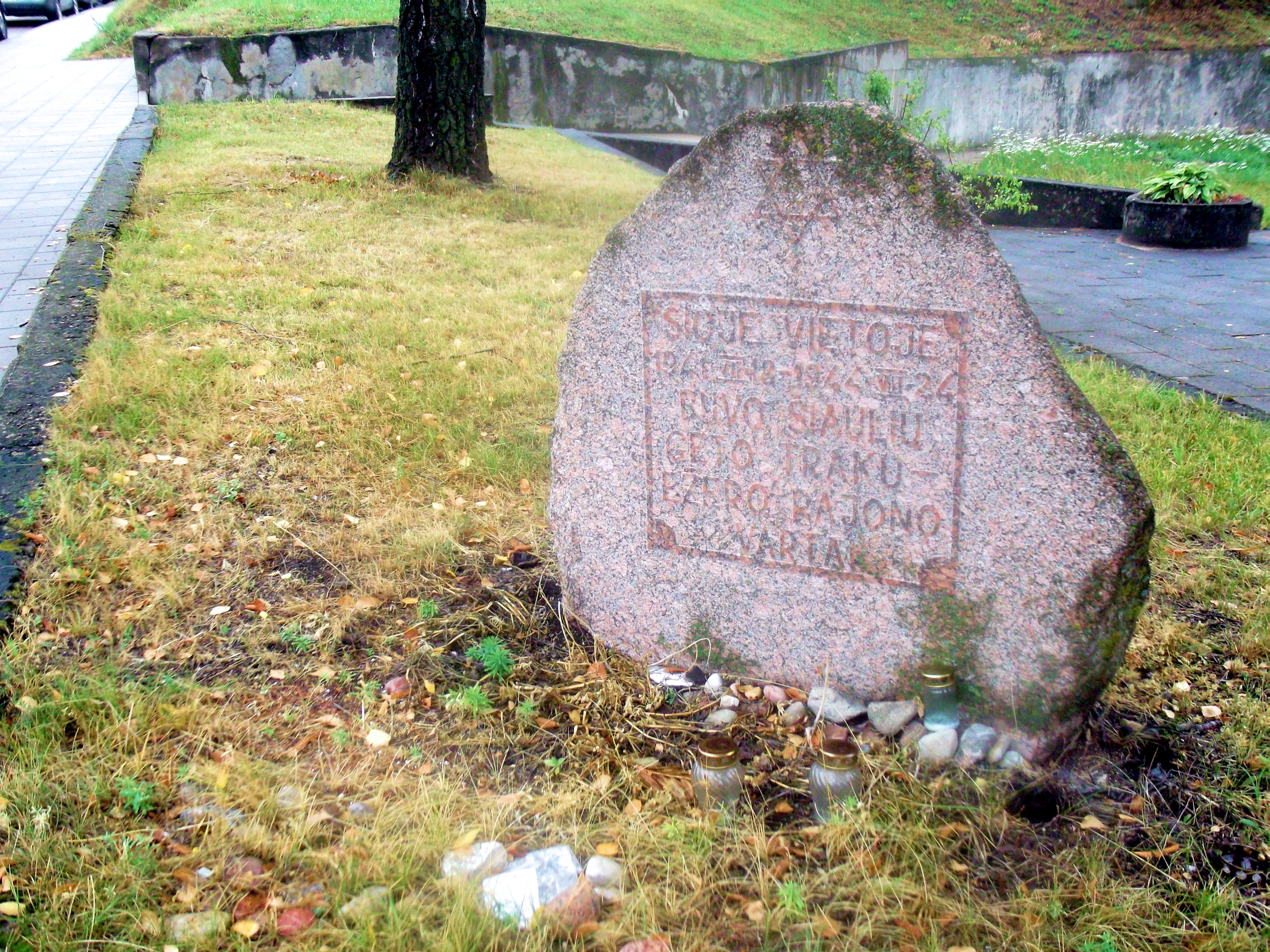
Particolare del cippo in via Trakai.

Le autorità di occupazione tedesche iniziarono i preparativi per il ghetto a Šiauliai all'inizio di luglio 1941. Il comandante militare diede istruzioni al nuovo vice sindaco, Antanas Stankus, incaricato degli "affari ebraici". Stankus istituì un comitato di notabili ebrei per mantenere i contatti con le autorità lituane in modo da trasferire gli ebrei. Il primo passo fu la registrazione degli ebrei residenti in città presso l'ufficio del governo dal 19 al 22 luglio.
All'inizio fu scelto un solo luogo per il ghetto, nel quartiere di Kaukazas. L'area si rivelò troppo piccola per l'intera popolazione ebraica e alcuni ebrei furono trasportati a Žagarė. Dopo le proteste ebraiche, fu scelto un secondo luogo tra le vie Ežeras e Trakai. Quando entrambe le aree ospitarono circa 3.000 ebrei ciascuna, gli ebrei presentarono una petizione per un terzo ghetto. Le autorità promisero una nuova area nel quartiere di Kalniukas e radunarono altri ebrei nella sinagoga dei commercianti del villaggio, nella casa ebraica per anziani e nella sinagoga principale. Tuttavia, invece di essere trasferiti nel terzo ghetto, gli ebrei furono portati in gruppi di 200-300 persone nella foresta di Lieponiai e quindi fucilati. Gli ultimi 500 ebrei furono fucilati a Bubiai e sepolti in fosse scavate nell'argilla.

## La vita nel ghetto

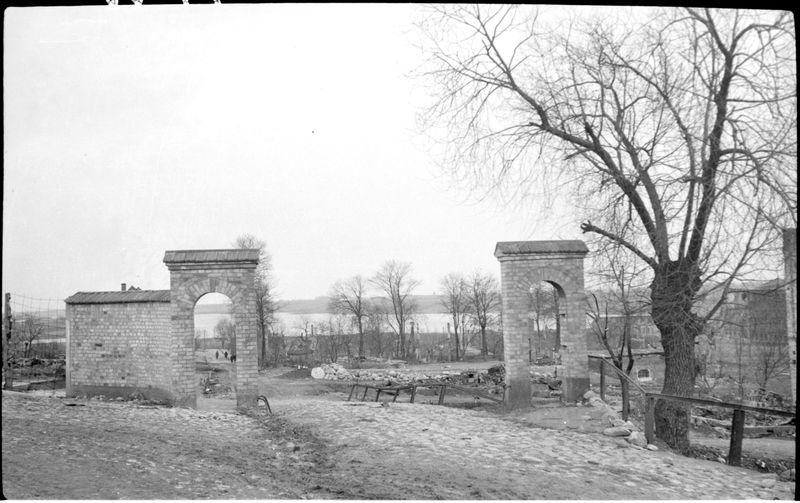
I cancelli del ghetto distrutto nel 1944.

Il reinsediamento fu completato entro il 15 agosto. Tra i 4.000 e i 5.000 ebrei, di cui 1.500 provenienti dalle zone circostanti Šiauliai, furono costretti a entrare nei ghetti, dove furono poi internati. Il comitato ebraico fu riconosciuto come Judenrat (Consiglio ebraico) del ghetto. I tedeschi condussero frequenti Aktionen (massicce follie omicide) per eliminare gli ebrei considerati "inutili".
Si riteneva che il lavoro remunerato fornisse sicurezza da queste Aktionen. Circa 600 ebrei furono impiegati in un vicino calzaturificio e altri 600 nei progetti di costruzione dell'aeroporto di Zokniai. Altri ancora furono impiegati nelle officine cittadine di concia e lavorazione del cuoio, producendo oggetti come guanti e spazzole. Alcuni ebrei furono trasferiti nei campi di lavoro delle aree circostanti per fornire la forza lavoro per dei progetti specifici, principalmente nell'estrazione di torba dalle torbiere. Un gruppo di 125 ebrei fu trasferito a Linkaičiai, dove lavorarono in un laboratorio di armi e artiglieria.
Il periodo dal gennaio 1942 al settembre 1943 fu un "periodo tranquillo", senza grandi massacri, tanto che nel ghetto nacquero diverse organizzazioni culturali ed educative, tra cui HeHalutz e Betar. Il 26 e 27 maggio 1942, i tedeschi condussero un censimento all'interno del Generalbezirk Litauen, compreso il ghetto di Šiauliai. Il censimento contò almeno 4.665 ebrei nel ghetto, ma molti evitarono il censimento poiché lo ritenevano uno stratagemma in preparazione di un'altra Aktion. Il 30 agosto 1942, diversi ebrei furono trovati a contrabbandare cibo nel ghetto e per questo i tedeschi ordinarono allo Judenrat di selezionare 50 ebrei per l'esecuzione. I membri dello Judenrat rifiutarono e invece si offrirono volontariamente: la sentenza fu commutata e fu impiccato un contrabbandiere di cibo.

## Liquidazione

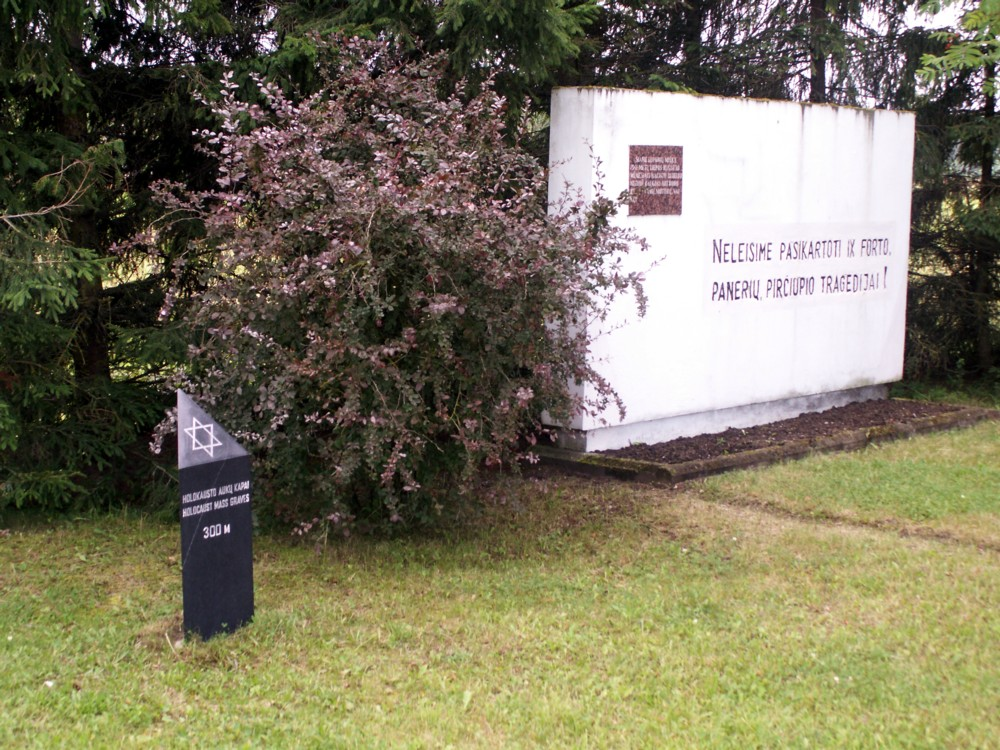
Monumento ai prigionieri assassinati del ghetto di Šiauliai.

Il 21 giugno 1943, Heinrich Himmler emise un ordine per liquidare tutti i ghetti e trasferire gli ebrei rimasti nei campi di concentramento. Il ghetto di Šiauliai fu riorganizzato in campo di concentramento come campo esterno (Außenlager) del campo del ghetto di Kaunas, sotto la giurisdizione delle SS. A quel tempo, il ghetto contò cinque campi di lavoro: l'aeroporto di Zokniai con 500 ebrei, il laboratorio di armi Linkaičiai con 250 ebrei, lo zuccherificio di Pavenčiai con 250 ebrei, il laboratorio di abbigliamento militare ABA con 800 ebrei, la fabbrica di mattoni Akmenė con 250 ebrei e la fabbrica di mattoni Daugėliai con 250 ebrei. Il Gebietskommissar (Commissario territoriale) Hans Gewecke fu sostituito dallo SS-Oberscharführer Hermann Schlöf il 1º ottobre 1943 come comandante del ghetto.
Il sito originale del ghetto, nel quartiere di Kaukazas, fu liquidato a metà ottobre 1943. Il 5 novembre 1943, le truppe delle SS e una compagnia dell'Esercito russo di liberazione sequestrarono e trasportarono 574 bambini di età inferiore ai 13 anni, 191 anziani, 26 disabili, e 4 donne al campo di concentramento di Auschwitz.
Successivamente i nazisti iniziarono a chiudere i campi di lavoro e a trasferire gli ebrei nel ghetto. Nel luglio 1944, i tedeschi, in ritirata dall'avanzata dell'esercito russo, trasferirono i restanti residenti del ghetto nei campi di concentramento di Stutthof e Dachau. Del totale degli ebrei internati, solo poche centinaia riuscirono con vari mezzi a scampare alla morte. Il 15 luglio 1944 iniziò la liquidazione definitiva del ghetto di Šiauliai e diverse migliaia di ebrei furono deportati in quattro grandi gruppi nel campo di concentramento di Stutthof. Dopo la guerra, non furono identificati più di 500 sopravvissuti nel ghetto di Šiauliai.

## Documentazione
Nel 1950 fu pubblicato da Yad Vashem il diario tenuto da Eliezer Yerushalmi, insegnante e membro dello Judenrat del ghetto, in parte incluso nel Libro nero. Nel 2002, il Gaon Jewish State Museum di Vilnius pubblicò gli elenchi, stilati in base al censimento del maggio 1942, dei prigionieri del ghetto di Kaukazas ed Ežero-Trakų, nonché degli ebrei che rimasero fuori dal ghetto.